# Magsoud Ibrahimbeyov
Magsud Ibrahimbeyov  (en azéri : Maqsud Məmmədibrahim oğlu İbrahimbəyov, né le 11 mai 1935 à Bakou et mort le 22 mars 2016 à Bakou) est un écrivain, cinéaste, scénariste azerbaïdjanais, frère de Rustam Ibrahimbeyov,

## Études
En 1955-1960 il étudie à la faculté de construction de l'Université technique d'Azerbaïdjan. Dans le même temps, il  travaille comme reporter indépendant pour le journal de l'Université Polytechnique d'Azerbaïdjan. 
Il devient correspondant pour la radio centrale et commence à publier ses histoires. En 1964, il est diplômé des cours supérieurs des scénaristes à Moscou  et en  1973 des cours supérieurs de metteur en scène.

## Œuvre
Son premier livre est publié en 1961. Ses œuvres ont été publiés dans de nombreux pays du monde, traduits en 36 langues étrangères.
Parmi les œuvres les plus célèbres de Maksud Ibragimbeyov sont Pour tout le bien - la mort, Qui ira à Truskavets, Et il n'y avait pas de meilleur frère, Laissez-le rester avec nous, Un hibou a volé, Une histoire avec une fin heureuseet d'autres. De nombreuses œuvres ont été tournées dans divers studios de cinéma, en Azerbaïdjan et à l'étranger, et des pièces de théâtre ont été présentées dans 50 salles. 

## Vie politique
Il était président du Comité National de la Paix, Député du Parlement de la République d'Azerbaïdjan (1985-2010), Sénateur Honoraire de Louisiane (États-Unis), président de la Société Azerbaïdjan-Russie, Ambassadeur de la Paix.